# أليسيا بلازا
أليسيا بلازا (بالإسبانية: Alicia Plaza) هي ممثلة فنزويلية، ولدت في 1957 في كاراكاس في فنزويلا.

## وصلات خارجية
- أليسيا بلازا على موقع IMDb (الإنجليزية)
- أليسيا بلازا على موقع قاعدة بيانات الفيلم (الإنجليزية)